# Taylor Emery
Taylor Emery (26 sierpnia 1997 w Bremerton) – amerykańska koszykarka występująca na pozycjach rzucającej lub niskiej skrzydłowej, obecnie zawodniczka Maccabi Ra’ananna.
27 listopada 2019 dołączyła do CosinusMED Widzewa Łódź.

## Osiągnięcia
Stan na 27 sierpnia 2020, na podstawie, o ile nie zaznaczono inaczej.

### NJCAA
- Mistrzyni NJCAA (2017)
- Koszykarka roku:
  - NJCAA (2017 według WBCA, Spaldinga)
  - regionu 8 (2017 – współdzielona)
- MVP turnieju:
  - turnieju NJCAA (2017)
  - regionalnego (2017)
- Zaliczona do II składu NJCAA All-American (2017)

### NCAA
- Wicemistrzyni Women's National Invitation Tournament (WNIT – 2018)
- Uczestniczka rozgrywek Sweet 16 turnieju WNIT (2018, 2019)
- Zaliczona do:
  - I składu:
    - turnieju:
      - WNIT (2018)
      - ACC (2018, 2019)

    - ACC (2019)
    - All-ACC Academic (2018, 2019)
    - najlepszych pierwszorocznych zawodniczek American Athletic (2016)
    - VaSID (2018, 2019)

  - II składu ACC (2018)
- Zawodniczka tygodnia ACC (2.12.2018)